# Jérémie Airport
Jérémie Airport är en flygplats i Haiti.   Den ligger i departementet Grand'Anse, i den västra delen av landet, 190 km väster om huvudstaden Port-au-Prince. Jérémie Airport ligger 65 meter över havet.
Terrängen runt Jérémie Airport är lite kuperad. Havet är nära Jérémie Airport åt nordost. Runt Jérémie Airport är det ganska tätbefolkat, med 248 invånare per kvadratkilometer. Närmaste större samhälle är Jérémie, 5,8 km öster om Jérémie Airport. 